# Chrysopa sequens
Chrysopa sequens is een insect uit de familie van de gaasvliegen (Chrysopidae), die tot de orde netvleugeligen (Neuroptera) behoort. 
Chrysopa sequens is voor het eerst wetenschappelijk beschreven door Banks in 1943.